# Посольство России в Болгарии
Посольство России в Болгарии — официальное дипломатическое представительство Российской Федерации в Республике Болгарии, расположенное в столице государства — Софии.

## История
Официальной датой установления дипломатических отношений между Россией и Болгарией считается 25 июня (7 июля по новому стилю) 1879 года. Именно в этот день статский советник А. П. Давыдов вручил болгарскому князю Александру I Баттенбергскому верительные грамоты. Позднее он был «назначен дипломатическим агентом и генеральным консулом в Болгарии (18 августа) и произведён, за отличие, в действительные статские советники (7 сентября)».
Дипломатические отношения между Болгарией и Россией были прерваны в 1886 году в связи с событиями Восточного кризиса и восстановлены в 1896 году.
Во время Первой мировой войны, в которой Болгария участвовала на стороне Тройственного союза, дипломатические отношения также были прерваны.
По Брест-Литовскому договору от 3 марта 1918 года дипломатические отношения должны были быть восстановлены, однако фактически они не были осуществлены. Решением ВЦИК Брест-Литовский договор был аннулирован, соответственно все вытекающие из него соглашения также были аннулированы.
По мере становления и признания СССР, в результате обмена телеграммами между наркомом иностранных дел СССР и министром иностранных дел Болгарии в 1934 году были установлены дипломатические отношения на уровне дипломатических миссий.

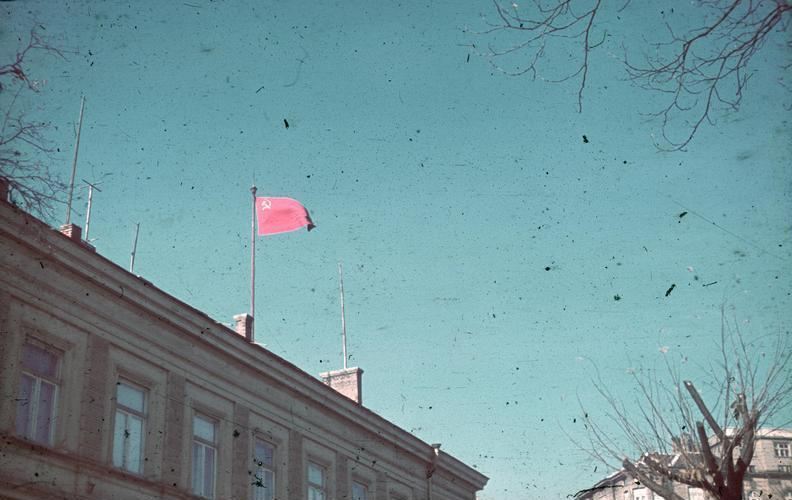
Флаг на здании представительства СССР в Софии, 1942 год. Фото

Во время Второй мировой войны Болгария являлась союзником фашистской Германии, поэтому 5 сентября 1944 года Правительство СССР нотой уведомило болгарское правительство о разрыве дипломатических отношений и объявлении войны.
Дипломатические отношения были восстановлены путём обмена письмами между заместителем Председателя Союзной контрольной комиссии в Болгарии и Председателем Совета Министров Болгарии от 14 и 16 августа 1945 года.
Позднее, 6 января 1948 года, была достигнута договорённость о преобразовании миссий в посольства.
Ещё до официального распада СССР 23 октября 1991 года в Москве был подписан Протокол об установлении дипломатических отношений между РСФСР и Болгарией. Однако содержащиеся в Протоколе договорённости не получили развития. Стороны дипломатическими представительствами не обменивались, а интересы России в Болгарии представляло посольство СССР.
После распада СССР в декабре 1991 года были установлены официальные дипломатические отношения между постсоветской Россией и Болгарией. В здании посольства СССР разместилось посольство России согласно достигнутой договорённости между бывшими союзными республиками о том, что все долги СССР и все активы СССР за рубежом переходят к Российской Федерации.